# Венерина пантофка
Венерината пантофка или Пафиопедилум (Paphiopedilum) е род растения от семейство орхидеи (Orchidaceae), който включва 65 вида. Родът е разпространен в Азия и Европа – от Индонезия до южен Китай, а от Южен Китай към Европа. Латинското му наименование Paphiopedilum идва от гръцките думи paphia – име и pedilon, означаващо пантофка. Били са считани за насекомоядни, заради особената форма на цвета им. Първите тропически пантофки, попаднали в Европа през XVIII век, са Необикновената пантафка (Paphiopedilum insigne) и Жлебовидната пантофка (P. venustum)

## Описание
Листата могат да бъдат къси и заоблени или дълги и тесни, и обикновено имат петна, разположени са срещуположно и образуват розетка. При някои видове има и красив мраморен рисунък. Корените са дебели и месести. Саксийните растения образуват здрава бучка корени, които, когато се разплетат, може да образуват до 1 м дължина. Стъблото е скъсено, а цветът излиза от средата на листната розетка. Имат едри цветове с интересна форма, която наподобява формата на пантофка, устни и връхно чашелистче, с едро и ярко обагрена яйцевидна или сърцевидна форма. Цветната окраска на Пафиопедилума най-често съчетава жълти, кафяви, зелени, бели и пурпурни багри. Дръжката и цветовете са покрити с мъхести власинки.

## Отглеждане
В сравнение с другите орхидеи Венерина пантофка е най-малко взискателна към светлината. Идеални са за отглеждане при изкуствено осветление. Повечето видове виреят в умерена до висока влажност (50 – 70 %), умерени температури, вариращи от 13 до 35 градуса по Целзий и при ниска осветеност от 12 000 до 20 000 лукса. През горещите летни дни е добре листата да се пръскат с вода по няколко пати на ден, за да може в края на деня листата да изсъхнат. Това се прави за да не пресъхне субстрата, защото това се отразява вредно на растенията. Освен това Пафиопедилумите са влаголюбиви растения. При отглеждането в домашни условия е важно да се знае какъв температурен диапазон е подходящ за растението. Съвременните хибриди обикновено са по-лесни за отглеждане в изкуствени условия.

### Температура
Могат да се разделят на 3 групи в зависимост от мин. температура:
- първа група: мин 8 – 10 градуса;
- втора група: мин 14 – 15 градуса;
- трета група: мин 18 градуса;

## Популярни видове и сортове
Пафиопедилумите се делят на две групи:
- Първа група: това са видове които се нуждаят от прохладни условия за отглеждане. Дневните температури през есенно-зимния период варират от 16 – 18 °C, а през нощта са от 12 – 15 °C. През лятото дневната температура не трябва да е по-висока от 24 – 26 °C. При по-висока температура растежа се забавя. Най-популярният вид за отглеждане и култивиране в тропиците за отрязан цвят от тази група е Необикновената пантофка (Paphiopedilum insigne) тя достига до 30 cm височина и е с блестящи, зелени продълговато-ланцетни листа и кафяво-зелен цветонос с пурпурни власинки. Има и орхидеи които достигат на височина 20 cm и са подходящи за отглеждане в дома. Пример за това са индийските видове – Пантофка на Фейри (P. fairieanum), която се среща на големи надморски височини – до 3000 m, с причудлив цвят, в който преобладават жълто-зелени и виолетови багри и Пантофка на Спитцери (P. spicerianum), с виолетово-кафява устна.[1]
- Втора група: това са топлолюбиви видове, при тях температурата която трябва да се поддържана през цялата година е в интервала 22 – 260C. В тази група влиза Мазолестният Пафиопедилум (P. callosum), тя достига до 40 cm височина и е с тъмнопурпурни и гъсто власинени цветоноси и светлозелени с мраморен рисунък листа. Цветовете са ярки, до 10 см в диаметър, а връхното чашелистче е с яйцевидна или сърцевидна форма с накъдрени краища, бяло на цвят, в основата тъмнозелено, с няколко надлъжни кафяво-пурпурни ивици. Устната му е кафяво-червена, а страничните венчелистчета са ланцетни, зеленикави с тъмнозели линии, а по краищата са пурпурни с тъмни, кръгли „брадавички“ в горната им част. Среща се в природата на Тайланд и Индокитай. Пафиопедилум Сукхакули (P. sukhakulii) – с големи до 12 см в диаметър цветове с яйцевидно, издължено в горната си част бяло венчелистче с многочислени зелени жилки и устна, бледозелена в долната си част и кафява в горната.[1]

В днешно време броят на хибридите е много голям. Първите и най-стари хибриди са създадени още в началото на XIX век след пристигането в Европа на първите диви представители. Представители на този вид са Paphiopedilum Schillerianum, Paphiopedilum Claire de Lune, Paphiopedilum Leeanum.

## Галерия
- Paphiopedilum fairrieanum
- Paphiopedilum callosum